# Liste der Mitglieder der Badischen Ständeversammlung 1895 bis 1896
Diese Liste umfasst die Mitglieder der Ständeversammlung des Großherzogtums Baden für die Sessionen des 37. ordentlichen Landtags. Die Eröffnung fand am 11. November 1895 statt. Die Schlusssitzung fiel auf den 23. Juni 1896. Insgesamt fanden 26 Sitzungen der Ersten Kammer und 119 Sitzungen der Zweiten Kammer statt.

## Präsidium der Ersten Kammer
Präsident: Prinz Wilhelm von Baden 

1. Vizepräsident: Freiherr Franz von Bodman 

2. Vizepräsident: Geheimer Kommerzienrat Philipp Diffené 

## Mitglieder der Ersten Kammer

### Prinzen des Hauses Baden
- Erbgroßherzog Friedrich von Baden (war nie anwesend)
- Prinz Wilhelm von Baden
- Prinz Maximilian von Baden
- Prinz Karl von Baden

### Standesherren
- Fürst Karl Egon zu Fürstenberg
- Fürst Ernst zu Leiningen (war nie anwesend)
- Fürst Erwein von der Leyen (war nie anwesend)
- Fürst Ernst zu Löwenstein-Wertheim-Freudenberg
- Fürst Karl zu Löwenstein-Wertheim-Rosenberg
- Graf Karl Polykarp zu Leiningen-Billigheim
- Graf Emich zu Leiningen-Neudenau (war nie anwesend)

### Vertreter der katholischen Kirche
- Christian Roos,[3] Erzbischof von Freiburg (war nie anwesend)

### Vertreter der evangelischen Landeskirche
- Friedrich Wilhelm Schmidt, Prälat der Evangelischen Landeskirche

### Vertreter des grundherrlichen Adels

#### Oberhalb der Murg
- Freiherr Franz von und zu Bodman
- Freiherr Richard von Böcklin
- Graf Konstantin von Hennin
- Freiherr Wilhelm von Röder, General z. D.

#### Unterhalb der Murg
- Freiherr Wilhelm von Gemmingen, General der Kavallerie z. D.
- Freiherr Ernst August Göler von Ravensburg
- Graf Raban von Helmstatt
- Freiherr Albrecht Rüdt von Collenberg-Bödigheim, Landgerichtsrat

### Vertreter der Landesuniversitäten
- Georg Meyer,[3] Geheimer Hofrat, Vertreter der Universität Heidelberg
- Gustav Rümelin,[3] Hofrat, Vertreter der Universität Freiburg

### Vom Großherzog ernannte Mitglieder
- Richard Schneider,[3] Geheimrat, Oberlandesgerichtspräsident
- August Joos, Geheimrat, Präsident des Verwaltungsgerichtshofs
- Freiherr Ferdinand von Bodman, Gutsbesitzer, Gesandter
- Carl Engler,[3] Geheimer Hofrat
- Philipp Diffené, Geheimer Kommerzienrat
- Ferdinand Sander, Geheimer Kommerzienrat
- Ferdinand Scipio, Kommerzienrat
- Karl Krafft, Fabrikant, Kommerzienrat

## Präsidium der Zweiten Kammer
Präsident: Albert Gönner

1. Vizepräsident:  Georg Karl Lauck 

2. Vizepräsident: Hermann Klein

## Die gewählten Abgeordneten der Zweiten Kammer
Seit 1871 wurden die badischen Wahlbezirke nicht mehr wie von 1819 bis 1870 üblich mit separaten Nummernkreisen für Stadtwahlbezirke und Ämterwahlbezirke unterschieden, sondern nach geographischen Gesichtspunkten von Süden nach Norden fortlaufend von 1 bis 56 nummeriert. Nachfolgend sind jedoch die Stadtwahlbezirke und die Ämterwahlbezirke in zwei separaten Abschnitten zusammengefasst, wodurch die Nummerierung der Wahlbezirke jeweils unvollständig erscheint.

### Stadtwahlbezirke
| Wahlbezirk | Bezeichnung des Wahlbezirks              | Name des Abgeordneten    | Fraktion                          |
| ---------- | ---------------------------------------- | ------------------------ | --------------------------------- |
| 3.         | Wahlbezirk der Stadt Konstanz            | Martin Venedey           | Deutsche Volkspartei (Demokraten) |
| 9.         | Wahlbezirk der Stadt Lörrach mit Stetten | Philipp Stegmüller       | SPD                               |
| 18. I.     | Wahlbezirk der Stadt Freiburg            | Wilhelm Fischer          | Zentrum                           |
| 18. II.    | Wahlbezirk der Stadt Freiburg            | Ferdinand Fischer        | Zentrum                           |
| 21.        | Wahlbezirk der Stadt Lahr                | Gustav Höring            | Nationalliberale Partei           |
| 26.        | Wahlbezirk der Stadt Offenburg           | Oskar Muser              | Freisinnige Volkspartei           |
| 31.        | Wahlbezirk der Stadt Baden               | Albert Gönner            | Nationalliberale Partei           |
| 32.        | Wahlbezirk der Stadt Rastatt             | Karl Delisle             | Deutsche Volkspartei (Demokraten) |
| 35. I.     | Wahlbezirk der Stadt Karlsruhe           | Karl Schnetzler          | Nationalliberale Partei           |
| 35. II.    | Wahlbezirk der Stadt Karlsruhe           | Robert Christian Koelle  | Nationalliberale Partei           |
| 35. III.   | Wahlbezirk der Stadt Karlsruhe           | Karl Hoffmann            | Nationalliberale Partei           |
| 37.        | Wahlbezirk der Stadt Durlach             | Karl Ludwig Eglau        | Nationalliberale Partei           |
| 41.        | Wahlbezirk der Stadt Bruchsal            | Wilhelm Keller           | Nationalliberale Partei           |
| 42. I.     | Wahlbezirk der Stadt Pforzheim           | Hermann Friedrich Gesell | Nationalliberale Partei           |
| 42. II.    | Wahlbezirk der Stadt Pforzheim           | Albert Wittum            | Nationalliberale Partei           |
| 45. I.     | Wahlbezirk der Stadt Mannheim            | Karl Ladenburg           | Nationalliberale Partei           |
| 45. II.    | Wahlbezirk der Stadt Mannheim            | Anton Geiß               | SPD                               |
| 45. III.   | Wahlbezirk der Stadt Mannheim            | August Dreesbach         | SPD                               |
| 48. I.     | Wahlbezirk der Stadt Heidelberg          | Karl Leimbach            | Nationalliberale Partei           |
| 48. II.    | Wahlbezirk der Stadt Heidelberg          | Karl Wilckens            | Nationalliberale Partei           |

### Ämterwahlbezirke
| Wahlbezirk | Bezeichnung des Wahlbezirks                                                      | Name des Abgeordneten                      | Fraktion                          |
| ---------- | -------------------------------------------------------------------------------- | ------------------------------------------ | --------------------------------- |
| 1.         | Wahlbezirk der Ämter Überlingen und Pfullendorf mit Teilen des Amtes Stockach    | Friedrich Lohr                             | Zentrum                           |
| 2.         | Wahlbezirk des Amtes Meßkirch mit Teilen des Amtes Stockach                      | Roderich Straub                            | Nationalliberale Partei           |
| 4.         | Wahlbezirk des Amtes Konstanz                                                    | Josef Gießler                              | Zentrum                           |
| 5.         | Wahlbezirk des Amtes Engen mit Teilen des Amtes Stockach                         | Eduard Müller                              | Nationalliberale Partei           |
| 6.         | Wahlbezirk des Amtes Bonndorf mit Teilen des Amtes Waldshut                      | Ferdinand Kriechle                         | Nationalliberale Partei           |
| 7.         | Wahlbezirk mit Teilen der Ämter Waldshut und Säckingen                           | Joseph Schuler                             | Zentrum                           |
| 8.         | Wahlbezirk des Amtes St. Blasien mit Teilen der Ämter Schönau und Neustadt       | Adolf Ernst Birkenmayer                    | Zentrum                           |
| 10.        | Wahlbezirk des Amtes Lörrach (ohne Stetten)                                      | Karl Dreher                                | Nationalliberale Partei           |
| 11.        | Wahlbezirk des Amtes Schopfheim mit Teilen der Ämter Säckingen und Schönau       | Georg Peter Weygoldt                       | Nationalliberale Partei           |
| 12.        | Wahlbezirk des Amtes Müllheim mit Teilen des Amtes Staufen                       | Ernst Blankenhorn                          | Nationalliberale Partei           |
| 13.        | Wahlbezirk des Amtes Donaueschingen                                              | Emil August Friedrich Fieser               | Nationalliberale Partei           |
| 14.        | Wahlbezirk des Amtes Villingen mit Teilen des Amtes Neustadt                     | Benjamin Grüninger                         | Zentrum                           |
| 15.        | Wahlbezirk mit Teilen der Ämter Staufen und Freiburg                             | Ferdinand Kopf                             | Zentrum                           |
| 16.        | Wahlbezirk des Amtes Breisach mit Teilen des Amtes Freiburg                      | Josef Julius Schüler                       | Zentrum                           |
| 17.        | Wahlbezirk des Amtes Waldkirch mit Teilen der Ämter Emmendingen und Freiburg     | Josef Blattmann                            | Zentrum                           |
| 19.        | Wahlbezirk mit Teilen des Amtes Emmendingen                                      | Wilhelm Pfefferle                          | Nationalliberale Partei           |
| 20.        | Wahlbezirk des Amtes Ettenheim mit Teilen des Amtes Emmendingen                  | Friedrich Hug                              | Zentrum                           |
| 22.        | Wahlbezirk des Amtes Lahr mit Teilen des Amtes Offenburg                         | Wilhelm Flüge                              | parteilos                         |
| 23.        | Wahlbezirk des Amtes Triberg mit Teilen des Amtes Wolfach                        | Cölestin Löffler                           | Zentrum                           |
| 24.        | Wahlbezirk mit Teilen der Ämter Wolfach und Offenburg                            | Michael Josef Hennig                       | Zentrum                           |
| 25.        | Wahlbezirk mit Teilen des Amtes Offenburg                                        | Franz Weber                                | Zentrum                           |
| 27.        | Wahlbezirk des Amtes Kehl                                                        | Gustav Hauß                                | Nationalliberale Partei           |
| 28.        | Wahlbezirk des Amtes Oberkirch mit Teilen des Amtes Achern                       | Josef Geldreich                            | Nationalliberale Partei           |
| 29.        | Wahlbezirk mit Teilen der Ämter Achern und Bühl                                  | Georg Karl Lauck                           | Zentrum                           |
| 30.        | Wahlbezirk des Amtes Baden mit Teilen der Ämter Bühl und Rastatt                 | Maximilian Wilhelm Reichert                | Zentrum                           |
| 33.        | Wahlbezirk mit Teilen des Amtes Rastatt                                          | Albert Freiherr von Bodman                 | Zentrum                           |
| 34.        | Wahlbezirk des Amtes Ettlingen mit Teilen des Amtes Rastatt                      | Theodor Wacker                             | Zentrum                           |
| 36.        | Wahlbezirk des Amtes Karlsruhe                                                   | Karl Emil Freiherr Stockhorner von Starein | Deutschkonservative Partei        |
| 38.        | Wahlbezirk des Amtes Durlach mit Teilen des Amtes Bruchsal                       | Karl Kirchenbauer                          | Deutschkonservative Partei        |
| 39.        | Wahlbezirk des Amtes Bretten mit Teilen des Amtes Bruchsal                       | Georg Kögler                               | Nationalliberale Partei           |
| 40.        | Wahlbezirk mit Teilen des Amtes Bruchsal                                         | Julius Breitner                            | Zentrum                           |
| 43.        | Wahlbezirk des Amtes Pforzheim                                                   | Johann Heinrich Georg Frank                | Nationalliberale Partei           |
| 44.        | Wahlbezirk des Amtes Schwetzingen mit Teilen des Amtes Mannheim                  | Johann Baptist Eder                        | Deutsche Volkspartei (Demokraten) |
| 46.        | Wahlbezirk des Amtes Weinheim mit Teilen des Amtes Mannheim                      | Georg Philipp Pfisterer                    | Antisemit                         |
| 47.        | Wahlbezirk des Amtes Wiesloch mit Teilen des Amtes Heidelberg                    | Gustav Greiff                              | Nationalliberale Partei           |
| 49.        | Wahlbezirk mit Teilen des Amtes Heidelberg                                       | Hermann Strübe                             | Nationalliberale Partei           |
| 50.        | Wahlbezirk des Amtes Eppingen mit Teilen des Amtes Sinsheim                      | Heinrich August Wittmer                    | Nationalliberale Partei           |
| 51.        | Wahlbezirk mit Teilen des Amtes Sinsheim                                         | Heinrich Neuwirth                          | Nationalliberale Partei           |
| 52.        | Wahlbezirk des Amtes Eberbach mit Teilen des Amtes Buchen                        | Alfred Schmid                              | Nationalliberale Partei           |
| 53.        | Wahlbezirk des Amtes Mosbach                                                     | Karl Emil Weber                            | Nationalliberale Partei           |
| 54.        | Wahlbezirk des Amtes Wertheim mit Teilen der Ämter Buchen und Tauberbischofsheim | Rudolf Freiherr von Buol-Berenberg         | Zentrum                           |
| 55.        | Wahlbezirk mit Teilen des Amtes Tauberbischofsheim                               | Wilhelm Köhler                             | Zentrum                           |
| 56.        | Wahlbezirk der Ämter Adelsheim und Boxberg                                       | Hermann Klein                              | Nationalliberale Partei           |

## Belege und Anmerkungen
1. ↑   Ludwig Bauer, Bernhard Gißler: Die Mitglieder der Ersten Kammer der Badischen Ständeversammlung von 1819 – 1912. Fidelitas, Karlsruhe 1913, 5. Auflage, S. 55
2. ↑   Adolf Roth und Paul Thorbecke: Die badischen Landstände. Landtagshandbuch. Verlag der G. Braunschen Hofbuchdruckerei, Karlsruhe 1907, S. 272
3. 1 2 3 4 5 6 7 8 9 10 11 12 13  Dieser Mandatsträger ist in den amtlich veröffentlichten Abgeordnetenlisten als promovierter Akademiker ausgewiesen, d. h. dort üblicherweise mit einem vor dem Namen stehenden Doktor-Grad verzeichnet
4. 1 2 3  Von 1868 bis 1878 hieß das Pendant zur Deutschen Volkspartei in Baden Demokratische Partei
5. 1 2  Bis 1931 hieß die Stadt Baden-Baden nur Baden.